# Airway Heights, Washington
Airway Heights je grad u američkoj saveznoj državi Washington. Prema popisu stanovništva iz 2010. u njemu je živjelo 6.114 stanovnika.